# Pásztoróra
A Pásztoróra (Eredeti címe: L’Heure espagnole, műjegyzékszáma Marnat 52.) Maurice Ravel egyfelvonásos operája. A mű szerzője legsikeresebb darabja a műfajban, jóllehet az ősbemutató elég vegyes érzelmeket váltott ki a közönségből. A darab ugyanis sok tekintetben újszerűnek és provokatívnak hatott a maga korában.
Ősbemutatója a párizsi Opéra-Comique-ban volt 1911. május 11-én, egy este Massenet Thérèse c. operájával. Magyarországi bemutatója az Operaházban volt 1928. március 29-én; itt Zádor Jenő A holtak szigete c. operájának ősbemutatóját párosították vele.

## A mű története és zenéje
Az opera szövegkönyvét Maurice Legrand, művésznevén Franc Nohain írta. Az eredetileg prózai színműnek készült, szellemes, francia humorral átszőtt sikamlós történet nem igazán operának való szüzsé. A cselekmény két mondatban összefoglalva: az órásmester kapós felesége férje távollétében kielégíti testi vágyait. Már maga a történet is botrányos az operaszínpadon, de Ravel vonzódott az órákért és a spanyol zenéért, így egyből beleszeretett Legrand színművébe. Az opera már 1907-ben készen volt, de a bemutatóra még négy évet kellett várni.
A szerző műfaji megjelölése comédie lyrique. Ravel az opera buffa műfaját szerette volna feleleveníteni, de az egyes szereplőket vezérmotívum-szerűen jellemezte, így a mű inkább hasonlít egy zenedrámára. A legjobban sikerült zenei részletek spanyol folklórra épülnek. A szereplők nem annyira énekelnek, mint inkább zenekari kíséretes recitativókban beszélnek, inkább beszélve, mint énekelve adva elő a cselekményt. Ez megfelel az alkotó operáról vallott elveinek, mely szerint az opera zenekari kíséretes beszélgetés. Zárt számok nem igazán akadnak a műben, leszámítva a zenekari előjátékot, a finálét (kvintett) és egy kis ariettát.
A közönség ellenérzését elsősorban a recitativo területén tanúsított magatartás váltotta ki. Abban azonban mindenki egyetértett már az 1911-es bemutató után is, hogy a zenekar szólamai ragyogóak, a hangszerelés kiváló. De az énekszólamok nem igazán kantábilisak, inkább egy fajta szabad stílusban ingadoznak a beszéd és az éneklés között.
A téma a spanyolos ritmika mellett lehetőséget adott Ravelnek, hogy kiélje másik szenvedélyét is: a mechanikus hangszerek iránti vonzalmát. Az órás műhelyben játszódó cselekmény lehetőséget ad a mechanikus zenekari effektek alkalmazására, amit a szerző ki is használt.

## Az opera szereplői és helyszínei
| Szereplő                      | Hangfekvés |
| ----------------------------- | ---------- |
| Torquemada, órásmester        | tenor      |
| Concepcion, a felesége        | szoprán    |
| Gonzales, költő és szép lélek | tenor      |
| Ramiro, öszvérhajcsár         | bariton    |
| Don Inigo Gomez, bankár       | basszus    |

- Történik: Toledóban a XVIII. században
- Színhely: Torquemada órásboltja
- Játékidő: 50 perc

## Hangszerelés
| Fafúvósok | Rézfúvósok                                                  | Ütőhangszerek | Billentyűs hangszerek | Vonósok                                               |
| --- | ----------------------------------------------------------- | --- | --------------------- | ----------------------------------------------------- |
| - Pikkoló - 2 fuvola - 2 oboa - Angolkürt - 2 A- / B♭-klarinét - B♭-basszusklarinét - 2 fagott - Szarruszofon | - 4 F-kürt - 2 C-trombita - 3 harsona - C-kontrabasszustuba | - Üstdobok (Timpani) - Pergődob (Snare drum) - Nagydob (Bass drum) - Cintányérok (Cymbals) - Rugó (Spring / Ressort) - Tamburin (Tambourine) - Gong (Tamtam) - Triángel (Triangle) - Kasztanyetták (Castanets) - Rézcsörgő / recsegő (Ratchet / Crécelle) - Ostor (Whip / Fouet) - Száncsengők (Sleigh bells / Grelots) - Harangjáték csövei (Tubular bells) - Harangjáték / glockenspiel (Glockenspiel) - Xilofon (Xylophone) - 3 órakulcs-inga (Clock pendulums) | - Cseleszta           | - Hegedűk - Brácsák - Gordonkák - Nagybőgők - 2 hárfa |

## Az opera cselekménye
Torquemada minden csütörtökön egy órát tölt a városi toronyóra beszabályozásával. Ezt az időt használja ki felesége szeretői fogadására. Az órásmester az öszvérhajcsár óráját tanulmányozza, amikor Concepcion felhívja rá a figyelmét, hogy már régen a toronyórával kellene foglalatoskodnia. A derék férj erre gyorsan otthagy mindent és mindenkit, rohan elvégezni feladatát. Ramiro azonban a feleség nyakán marad, akinek most éppen nem lenne szüksége tanúkra, úgyhogy gyorsan tesz róla, hogy az öszvérhajcsár is eltűnjön: megkéri a férfit, hogy vigye fel az egyik nagy álló órát az emeleten lévő szobájába. Ramiro felkapja az órát és már viszi is fel a lépcsőn.
Amint eltűnik az emeleten, megjelenik Gonzales. De ahelyett, hogy az imádott hölggyel foglalkozna, elkezd ostobábbnál ostobább kínrímeket gyártani. Még javában szavalja költeményeit, amikor Ramiro visszatér az emeletről. Concepcion jobb híján elkezd zavartan mentegetőzni: nem lenne-e nagy baj, ha az előbb felcipelt órát az öszvérhajcsár mégis inkább visszahozná a földszintre? Ramiro boldogan teljesíti a szép asszony újabb kívánságát is. A hajcsár ismét eltűnik az emeleten, a csapodár feleség pedig gyorsan elrejti szeretőjét a másik órás szekrénybe. Ezután toppan be a boltba Don Inigo az asszony másik imádója.
Miután az Ramiro dolga végeztével ismét visszatér a színre, Concepcion egy harmadik órás szekrénybe dugja Don Inigót. Ezután felcipelteti a segítőkész legénnyel azt az órát az emeletre, amelybe a poétát rejtette el. De Gonzales a hálószobában is csak az ostoba rímeivel törődik, ahelyett, hogy az asszonnyal foglalkozna. Ezután Concepcion azt az órát viteti a szobájába, melyben kettes számú imádója rejtőzik. De vele se megy sokra, ezért őt is vissza viteti órástól a földszintre. Eközben felfigyel arra is, hogy az izmos, ide-oda mászkáló Ramiro talán sokkal alkalmasabb lenne célja elérésre, mint a másik kettő, akikkel megjárta. Ezért most őt invitálja a szobájába, de most már nyíltan, minden trükk nélkül.
A közben hazatérő férj minden órájában egy-egy felsült széptevőt talál. De egy percig sem kételkedik benne, hogy egytől egyig kuncsaftok, akik annyira érdeklődnek az ő csodálatos szerkezetei iránt, belülről is kíváncsiak voltak a működésükre. A kényszervevők, hogy gyanút ne keltsenek meg is veszik a hatalmas ingaórákat. Mialatt a férj nyélbe üti az üzletet, a feleség is elvégezte dolgát. Megjelenik Ramiróval, és elégedetten fordul a közönség felé, hogy levonja a tanulságot: aki szeretőt tart, tartson rendes férfit.